# ماكوتو فوروكاوا
ماكوتو فوروكاوا (古川慎 فوروكاوا ماكوتو) هو مؤدي أصوات ياباني ولد في 29 سبتمبر 1989 في محافظة كوماموتو.

## أدواره في الأنمي

### مسلسلات أنمي تلفزيونية
- ون بنتش مان - سايتاما
- غايست كراشر - شيرين كوارتزهارت
- آلدنوا زيرو - شيغو كاكي
- دورارارا!! ×2 المقدمة - ميتسوكوري
- دورارارا!! ×2 المنتصف - ميتسوكوري
- دورارارا!! ×2 الخاتمة - ميتسوكوري
- رايلغان معينة خاصة بالعلم S - كينجي مادارامي
- رقصة سيف الأطياف - كاميتو كازيهايا
- هايكيو!! - يوتارو كيندايتشي
- هايكيو!! الموسم الثاني - يوتارو كيندايتشي
- بطولات أرسلان - كيلس
- شوكوغيكي نو سوما - يوشياكي نيكايدو، تاكومي إيشيواتاري
- لوغ هورايزون - توموشيبي
- غيت: قوات الدفاع الذاتي تقاتل في أرض أخرى - دايسكي توزو
- الخطايا السبع المميتة - غوستاف
- الخطايا السبع المميتة: تلميحات الحرب المقدسة - غوستاف
- الخطايا السبع المميتة: إعادة إحياء الوصايا - غوستاف
- متتابعة أكاديمية ميكاغورا - ساداماتسو ميناتوغاوا
- البدلة المتنقلة جاندام: أيتام الدم الحديدي - فيتو
- هل من الخطأ أن أسعى وراء الفتيات في المتاهات؟ - مياخ
- هل من الخطأ أن أسعى وراء الفتيات في المتاهات؟ II - مياخ
- أورينج - هيروتو سوا
- ناينتي ون دايز - ترونكو
- تابو تاتو - جاستيس أكاتسوكا
- بوبوكي بورانكي - إغنات بوسبوروس
- بوبوكي بورانكي: عمالقة الكوكب - إغنات بوسبوروس
- بلاد الطير - زاغانوس
- متاعب سايكي كوسوؤو - الراوي
- فيت/أبوكريفا - رايدر الأحمر
- ون بيس - زابا
- 7 صح 3 خطأ - كوتارو توزوكا
- توكين رانبو: هانامارو - أوكوريكارا
- تريكستر - هيساشي أوتومو
- دكتور ستون - تايجو أوكي
- فروتس باسكت (2019) - هاتسوهارو سوما
- إعادة تجسيدي في هيئة هلام - بينيمارو
- أهيرو نو سورا - شينغو كاتوري
- سيف قاتل الشياطين - غوتو
- الخلايا تعمل! - فيروس أنفي
- أكاديميتي للأبطال - سيجي شيشيكورا
- طوكيو غول:re - شينسانبي آورا
- كاردفايت!! فانغارد (2018) - رايف شيندو
- نو غانز لايف - كولت
- فريق الإطفاء الناري: الجزء الثاني - أوغن مونتغومري
- موريارتي الوطني - شرلوك هولمز
- سكيت-ليدينغ ستارز - هاياتو ساسوغاي
- مكتب نقار الخشب للتحقيق - بوكوسوي واكاياما

### أنمي الإنترنت
- نينجا سلاير فروم أنيميشن - ثيرد آي
- آيكو: إنكارنيشن - يوشيهيكو ساغامي
- مونستر سترايك - ياماتو تاكيرو

### أفلام أنمي
- أورا: معركة ماريوينكوغا الأخيرة - كوباياشي
- نداء القلب - توشينوري إيواكي
- آرموني - غوتو
- أورينج: المستقبل - هيروتو سوا
- البدلة المتنقلة جاندام ناريتيف - بريك تيكلاتو

## أدواره في ألعاب الفيديو
- هايكيو!! رابط! طلة القمة!! - يوتارو كيندايتشي
- هايكيو!! كروس تيم ماتش! - يوتارو كيندايتشي
- فاير إمبلم: ثري هاوسيس - سيلفين[3]

## وصلات خارجية
- ماكوتو فوروكاوا على موقع IMDb (الإنجليزية)
- ماكوتو فوروكاوا على موقع ميوزك برينز (الإنجليزية)
- ماكوتو فوروكاوا على موقع قاعدة بيانات الفيلم (الإنجليزية)
- ماكوتو فوروكاوا على موقع ANN person (الإنجليزية)

- صفحة IMDb